# Bunisari (Malangbong)
Bunisari is een bestuurslaag in het regentschap Garut van de provincie West-Java, Indonesië. Bunisari telt 3677 inwoners (volkstelling 2010).